# Oru
Oru (em estoniano:  Oru vald) é um município rural estoniano localizado na região de Läänemaa.